# 新々貿易理論
新々貿易理論（しんしんぼうえきりろん、英：The new new trade theory）は、マーク・メリッツの異質的企業の貿易モデルに基づいた貿易理論体系のこと。新貿易理論のモデルに生産性が異質的な企業を導入したモデルに基づいた理論であることから、新貿易理論にさらに「新」をつけて「新々」貿易理論と呼ばれる。この理論体系のコアとなっている理論モデルはメリッツ・モデル（英: The Melitz model）、または異質的企業の貿易モデル（英: The heterogenous firm model）と呼ばれる。

## 起源
新貿易理論に基づく貿易モデルではすべての企業が同質的で、閉鎖経済から開放経済に移行するとすべての企業が輸出を開始するという理論的予測が得られる。しかし、1992年のアメリカの製造業のデータを観察すると、輸出企業は21％のみで残りの79％は輸出をしていないことが指摘された。さらに、1984-1992年のアメリカの製造業のデータからは輸出企業は非輸出企業よりも平均して20％-45％多くの労働者を雇い、労働生産性も7-8％高いことも指摘された。マーク・メリッツは、こうした実証的事実に整合的な理論モデルとして、ポール・クルーグマンの独占的競争市場の貿易モデルにヒューゴ・ホーペンハインの異質的企業を導入し、異質的企業の貿易モデルを提示した。メリッツの論文が出版された2003年前後以降から2010年代半ばまで盛んに研究され、現在でも継続して研究されている分野である。

## 概要
メリッツの2003年のモデルでは、独占的競争市場の産業が1つあり、対称的な国が任意の数だけ存在する経済を考えている。固定費用の存在が企業レベルの規模の経済を生み出し、消費者はCES型効用関数を持ち外国のバラエティを購入するインセンティブを持つ。このことから、産業が1つしかないにもかかわらず産業内貿易が発生する。
開放経済に移行すると、輸出に必要な固定費用を賄える生産性の高い企業のみが輸出を開始する。これによって、生産性の高い一部の企業しか輸出をしないという実証的事実を説明できる。氷塊型貿易費用が自国と外国において双方向的に減少すると、輸出企業の規模が増大し、さらにより多くの企業が輸出を開始する。一方で、外国企業が自国市場に参入することから自国市場での競争は激しくなり、生産性の低い企業は市場から退出する。これによって産業の平均生産性が上昇する。

## 学術研究への影響

### 新しい貿易の利益
メリッツ・モデルは、開放経済への移行によって資源（労働）が生産性の低い企業から高い企業に再配分されることを予測する。この産業内資源再配分によって産業全体の生産性が改善する経路は、新しい貿易の利益の源泉として注目を浴びた。実際、北米自由貿易協定（NAFTA）によってカナダでの輸入が増加したことで、輸出をしていない企業の退出が促進され、産業の総生産性が上昇したことが示されている。
イェール大学のコスタス・アルコラキスらは、異質的企業の貿易モデルでは、
貿易の利益  {\displaystyle =\left({\frac {\lambda ^{\prime }}{\lambda }}\right)^{-1/\theta }}
の式で貿易の利益を計測できることを示した。ただし、{\displaystyle \lambda }は閉鎖経済における国内財への支出比率、{\displaystyle \lambda ^{\prime }}は開放経済における国内財への支出比率である。{\displaystyle \theta }は企業生産性の分布であるパレート分布関数のパラメーターである。

### 貿易の内延と外延
メリッツの2003年のモデルでは、企業の生産性の分布関数は特定化されていない。トーマス・チャネイは企業生産性の分布関数としてパレート分布関数を仮定し、あらゆる変数がシンプルな数式で書けることを示した。パレート分布関数を仮定した異質的企業モデルはメリッツ＝チャネイ・モデル（英: The Melitz-Chaney model）と呼ばれる。トーマス・チャネイはさらに、メリッツ・モデルでは個々の企業の貿易額の調整（内延, 英: The intensive margin）に加えて輸出企業の数の調整（外延, 英: The extensive margin）も起こるため、「貿易の可変貿易費用に対する弾力性」が同質的企業モデルと異なることを指摘している。具体的には、
- 同質的企業モデルでは、「貿易の可変貿易費用に対する弾力性」＝代替の弾力性
- 異質的企業モデルでは、「貿易の可変貿易費用に対する弾力性」＝代替の弾力性の減少関数であるパラメーター

であることを示している。
貿易をしない国のペアが存在し、ゼロ貿易フロー（英: Zero trade flows）が観察されることを異質的企業モデルを用いて説明している研究がある。そこでは、企業の輸出市場への参加（外延）が重要な役割を果たす。そして、企業の異質性が重力モデルの推定に与える影響について考察している。

### 伝統的理論との接合
企業の異質性を伝統的理論に導入するとどのような理論的予測が得られるのかについて、盛んに研究された。例えば、ヘクシャー＝オリーンのような要素賦存量の差異によって生まれる比較優位が、メリッツ・モデルの予測にどのような影響を与えるのかを検証するために、2産業・2生産要素のモデルに異質的企業モデルが導入されている。そして、比較優位のある産業でより多くの企業の退出が起こってより大規模な創造的破壊が起こることが示されている。

## 拡張

### 可変マークアップの導入
メリッツの2003年のモデルでは、CES型効用関数が仮定されていることから、価格の費用に対する比で定義したマークアップは定数となる。メリッツとジアンマルコ・オッタビアーノの2008年の論文では、準線形効用関数が仮定され、生産性の高い企業ほど高いマークアップを設定し、貿易で競争が激しくなるとマークアップが内生的に低下するようなモデルを提示した。

### 非対称な国の導入
メリッツの2003年のモデルでは、全ての国が対称的であると仮定されているので、数学的分析が簡単化されている。しかし、国を非対称にすると数学的煩雑さが劇的に増し、理論分析は困難を極める。そこで、小国の仮定を置いて相手国のCES価格指数を通じた影響を無視することで解析を簡単化する方法が提案されている。
中国では賃金が低いことから国内市場の方が輸出市場よりも競争が激しく、非輸出企業の方が輸出企業よりも生産性が高いことが指摘されている。この実証的観察事実は、非対称な国をメリッツ・モデルに導入することで説明されている。また、この実証的事実は加工を専門に行う企業（英: Processing firms）の存在でも説明されている。
マーク・メリッツとジアンマルコ・オッタビアーノの2008年の論文でも、一方向的貿易自由化の影響が考察されており、内生的に国の経済状況が非対称になることが許容されている。
国が非対称な2国モデルにおいて、一方向的貿易自由化が国の成長パスに与える影響が検証されている。そこでは、実質賃金と消費可能なバラエティの数が内生的に決まり、国の厚生に影響する。そして、一方向的貿易自由化でも国の厚生が上昇し得ることが示されている。

### 他の外国市場アクセスモードの導入
直接投資（FDI）という市場アクセスモードも考慮され、最も生産性が高い企業がFDIを行い、生産性が中レベルの企業が輸出を行い、生産性が低レベルの企業は国内市場でのみ活動し、最も生産性の低いグループは市場から退出する（そもそも参入しない）という結果が得られている。
商社などの貿易仲介業者を用いて貿易を行うモードも考慮され、最も生産性の高い企業は自前で輸出し、生産性が中レベルの企業は仲介業者を用いて輸出を行い、生産性の低いグループが国内市場にのみ販売し、最も生産性の高い企業は市場で活動を行わないという結果が示されている。

### ビジネス・サイクル・モデルへの応用
異質的企業モデルでは、企業の内生的な参入・退出を通じた経済への影響を考察できる。例えば、異質的企業がマクロ経済の動学にどのようなインプリケーションをもたらすのかについて考察されている。また、異質的企業と不完全な価格調整を一般均衡モデルに導入して、金融政策とビジネス・サイクルの相互作用について考察されている。

## 問題点・パズル

### 企業の異質性の源泉
メリッツの2003年の論文では、企業の生産性の異質性の源泉について一切説明されていない。これについて、例えば、企業が内生的に新技術を採用するかどうかを選択するモデルを用いて、生産性が（事前には）均一な企業が事後的に異質的になるモデルが提示されている。また、金融市場に摩擦がある環境で、企業が投資の意思決定をするモデルを使って企業の異質性を説明している研究もある。

### バラエティ拡大による利益の喪失
メリッツ・モデルでは、貿易自由化が起こると、外国のバラエティの輸入によって消費可能なバラエティが増える一方で、国内の企業の退出によって消費可能なバラエティが減少することが指摘されている。国内企業の退出による効果は「アンチ・バラエティ効果」と呼ばれる。ロバート・フィーンストラも、アルコラキスらの貿易の利益の式に代替の弾力性のパラメーターがないことを基に、異質的企業モデルではバラエティ拡大を通じた貿易の利益がないように見えると指摘している。しかし、マーク・メリッツとステファン・レディングは、貿易の利益の式の「国内財への支出シェア」は内生変数であるので、異質的企業モデルと同質的企業モデルでは異なった要素で決定していると指摘している。

### 貿易自由化と生産性
メリッツの2003年のモデルには産業が1つしかない。しかし、複数の産業を導入すると、貿易自由化をしない産業において貿易自由化をした産業よりも生産性が改善するという理論的結果が得られる。一方で、実証研究ではこれとは逆に、貿易自由化をした産業の方が貿易自由化をしない産業よりも生産性が改善するという結果が示されている。この理論的予測と実証的結果の非整合性はメリッツ・トレフラーのパズル（英: The Melitz-Trefler puzzle）と呼ばれる。